# NGC 306
NGC 306 es un cúmulo abierto en la Pequeña Nube de Magallanes. Se encuentra en la constelación de Tucana. Fue descubierto el 4 de octubre de 1836 por John Herschel. Este le describió como débil,  y muy pequeño.